# Montsevelier
Montsevelier (ancien nom allemand : Mutzwil) est une localité et une ancienne commune suisse du canton du Jura.

## Géographie

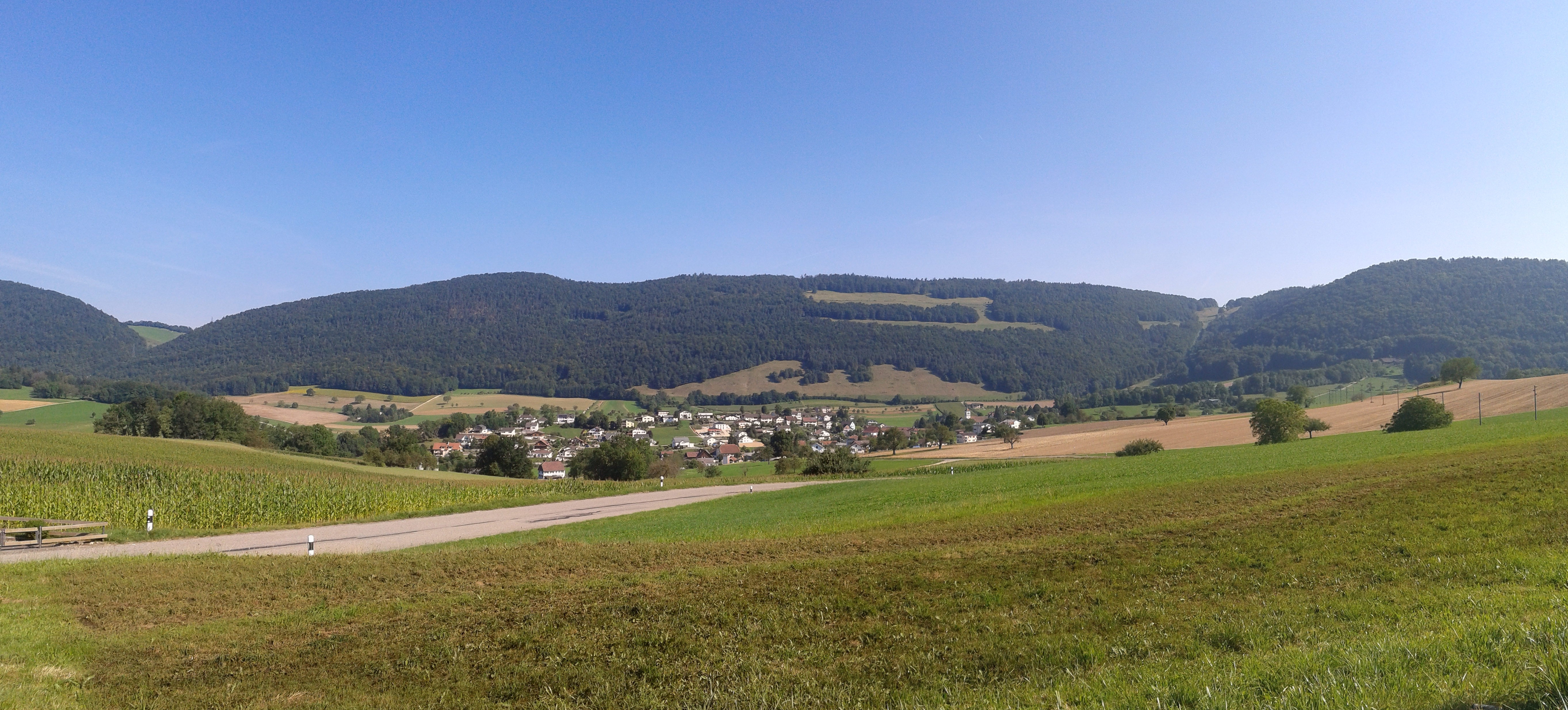
Montsevelier

Le village de Montsevelier se trouve à 15 km à l’est-sud-est de Delémont, à 568 mètres d'altitude. Depuis le 1er janvier 2013, l'ancienne commune a fusionné avec celles de Vermes et Vicques pour former Val Terbi, rejointe par Corban le 1er janvier 2018.

## Climat
Le microclimat de Montsevelier est particulier et se prête à la viticulture (cépages précoces du nord) car au nord et à l'est, cette commune est protégée de la bise par la montagne. Son ensoleillement est important pour le Jura, ce qui reste toutefois faible en regard des régions très ensoleillées de la Suisse : Valais, bassin lémanique et Tessin, Grisons et c'est l'une des seules communes de la vallée de Delémont qui n'a que rarement du brouillard automnal. Le brouillard hivernal par contre est très fréquent, de même que celui du printemps. Le stratus est persistant sur le Jura. Aussi la température hivernale ne descend guère en dessous de -15 °C. La pluviométrie aussi est particulière, car c'est une commune qui manque d'eau chroniquement, (non pas par manque de pluie, mais par manque de nappe phréatique), ainsi pour son eau potable elle s'approvisionne dans la Commune de Mervelier qui se trouve au pied de la Scheulte, mais on ne peut pas parler de région sèche comme le Valais ou l'Engadine par exemple. La somme des conditions climatiques permet de produire un excellent vin, actuellement plus de 1 ha sont admis dans le cadastre viticole suisse et la production locale est bien connue dans les circuits des œnologues et se boit surtout dans des restaurants touristiques de grande classe, comme sur le Pilatus, à Vitznau, à St. Moritz etc.

## Origine
La plus vieille attestation que nous trouvons est celle de Muzivilir datée de 1136, suivie de Muziwillare (1139). Sans toutes les nommer, nous signalerons encore Mussevelier (1317) et Moncevelier (1462).
C'est au XVIIe siècle qu'apparaît Montsevelier. On peut faire une première constatation : ce nom se termine par le suffixe –velier, très répandu dans notre région. Ce suffixe, dérivé du latin villare, prouve qu'on a affaire à un titre de propriété et est le plus fréquemment précédé du nom de son propriétaire. De plus, les noms composés sur la base de cette particule ont été habituellement formés à l'époque carolingienne (VIIIe – IXe siècles).
On constate ensuite que le Mont- actuel, au vu des différentes graphies, est une adaptation moderne calquée analogiquement sur le "mont" (la morphologie de ce coin de pays entouré de collines favorise un tel phénomène).
Le nom français actuel est en fait une corruption de la forme de 1317 (Mussevelier). Celle-ci est la plus proche de ce que dut être le nom de ce possédant : Musso, Muzzo. Montsevelier signifie donc "la propriété, le hameau de Musso ou Muzzo". Cela ne veut pas dire que ce personnage, certainement d'origine ou de langue germanique, fut le premier à s'établir dans la région, mais on peut affirmer qu'il donna son nom à cet endroit à l'époque carolingienne.
Sans recourir à l'archéologie et en l'absence de tout document antérieur au XIIe siècle, la toponymie nous permet d'affirmer qu'à l'époque carolingienne, Montsevelier connaissait déjà une sérieuse implantation humaine.

## Économie
L'ancienne commune a longtemps été principalement agricole. Elle abrite aujourd’hui une économie diverse (paysagiste, chauffage-sanitaire, menuiserie, horlogerie-terminage, machines de restaurant, mécanique, maçonnerie, viticulture).
De nombreux actifs sont des pendulaires qui travaillent à Delémont.

## Transports
Ligne de bus CarPostal pour Delémont

## Curiosités
Sous le régime bernois, enclave du district de Delémont dans le district de Moutier, Montsevelier a même été une république indépendante lors de l'invasion française (1793-1797).
Les vibrations de la cloche Marie-Martine-Françoise protègent depuis 1910 le village de la grêle. Pour la viticulture cette protection de la grêle est importante et durant le dernier quart de siècle qu'une seule fois la commune a connu la grêle et ce jour, le sacristain a omis de faire sonner la cloche.
Site archéologique au pâturage de la Chèvre sur la route moyenâgeuse reliant Moutier à Bâle, découverte de poteries datant du IXe siècle.

## Personnalités liées à la commune
- Sarah Marquis (1972-), aventurière
- Jean Claude Kamber, ancien pilote automobile